# Харрисон, Джордж
Джордж Ха́ррисон (англ. George Harrison; 25 февраля 1943[…], 12 Arnold Grove, Ланкашир — 29 ноября 2001[…], Лос-Анджелес, Калифорния) — британский рок-музыкант, певец, композитор, писатель, продюсер, ситарист и гитарист, получивший наибольшую известность как соло-гитарист The Beatles. Харрисон занимает 21-е место в списке 100 величайших гитаристов всех времён по версии журнала Rolling Stone (в версии 2003 года) и 11-е место в версии списка 2011 года.
Харрисон был не только певцом, автором песен, гитаристом и ситаристом, но также музыкальным продюсером и новатором. В 1960-е годы Харрисон принял индуизм, что значительно повлияло на его последующую творческую и общественную деятельность. Харрисон сыграл ключевую роль в пробуждении интереса на Западе к индийской культуре, индуизму и Движению Харе Кришна.
Хотя авторами большинства песен The Beatles были Джон Леннон и Пол Маккартни, Харрисон также написал и исполнил по несколько песен на каждом из альбомов группы. Из позднего периода творчества ансамбля авторству Харрисона принадлежат такие хиты, как «Here Comes the Sun», «Something» и «While My Guitar Gently Weeps». После распада группы Харрисон начал успешную сольную карьеру, выпустив первый в истории музыки «тройной» альбом All Things Must Pass, который стал первым сольным альбомом одного из экс-битлов, занявшим верхнюю позицию в чартах. Отдельным синглом вышла песня «My Sweet Lord», также достигшая вершин хит-парадов. Эта посвящённая Кришне композиция стала не только крупнейшим хитом сольной карьеры Харрисона, но также и предметом многолетнего судебного процесса из-за того, что Харрисона обвинили в плагиате. В 1971 году Харрисон стал первой рок-звездой, организовавшей крупный благотворительный концерт — «Концерт для Бангладеш». Кроме своей сольной работы, Харрисон выступил соавтором нескольких песен другого экс-битла Ринго Старра, а также автором песен супергруппы The Traveling Wilburys, которую он основал в 1988 году вместе с Бобом Диланом, Томом Петти, Джеффом Линном и Роем Орбисоном. Джордж Харрисон — единственный из битлов, издавший автобиографию («Я, мне, моё», 1980).
Харрисон также получил известность как кинопродюсер: в 1978 году он основал кинокомпанию HandMade Films, которая выпустила такие известные фильмы, как «Житие Брайана по Монти Пайтону», «Бандиты во времени», «Уитнэйл и я» и «Карты, деньги, два ствола». В своей работе как кинопродюсер Харрисон сотрудничал с такими артистами, как Мадонна и членами британской комик-группы «Монти Пайтон». Харрисон был дважды женат, сначала на фотомодели Патти Бойд, а затем на секретарше компании звукозаписи Оливии Тринидад Ариас, которая родила ему сына Дхани. Умер Харрисон 29 ноября 2001 года в Лос-Анджелесе от рака лёгких и рака мозга.
В 1965 году Харрисон вместе с другими битлами был награждён орденом Британской империи (MBE). Другой наградой Харрисона с The Beatles был «Оскар», который битлы получили в 1970 году за «лучшую звуковую дорожку» к фильму «Пусть будет так». В 1990 году в честь Харрисона была названа малая планета 4149, открытая 9 марта 1984 года. В 2002 году Харрисон был посмертно награждён премией Британской академии кино и телевизионных искусств BAFTA за выдающийся вклад в развитие киноискусства. 15 марта 2004 года Харрисона приняли в Зал славы рок-н-ролла как сольного артиста. 1 августа 2006 года Харрисона включили в аллею славы «Мэдисон-сквер-гарден» (за «Концерт для Бангладеш»). Как участник The Beatles и The Traveling Wilburys, а также за свою сольную карьеру, Джордж Харрисон в общей сложности получил 13 премий «Грэмми»; последнюю из них уже посмертно, в 2003 году, за музыкальную композицию «Marwa Blues» из альбома Brainwashed. Харрисон появлялся дважды на обложке журнала Time: в 1967 году вместе с другими битлами и в 2001 году, уже после смерти. 14 апреля 2009 года Харрисон получил звезду на голливудской «Аллее славы». В 2011 году вышел документальный фильм Мартина Скорсезе о жизни Харрисона под названием «Джордж Харрисон: жизнь в материальном мире».

## Ранние годы (1943—1959)

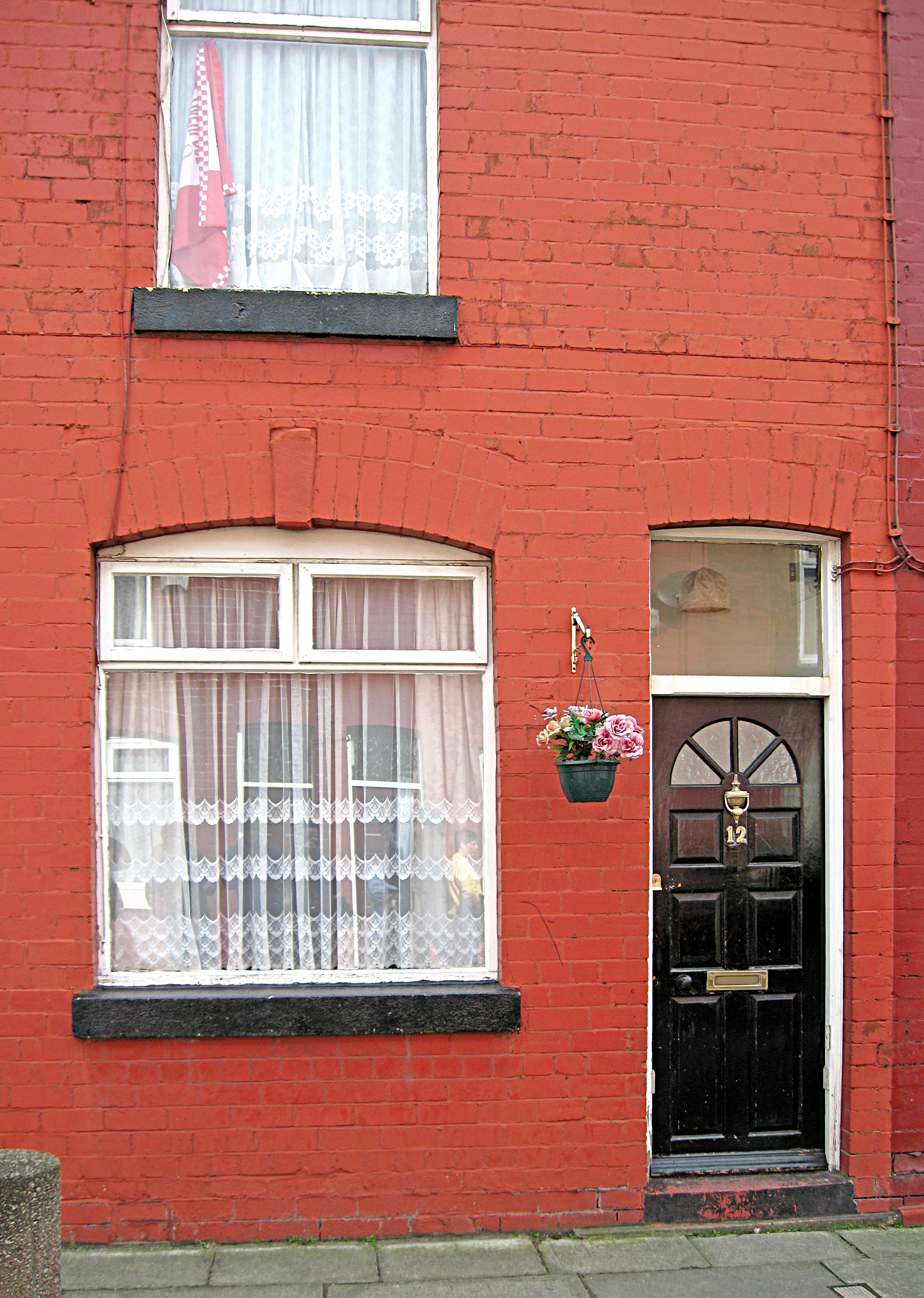
Дом в Ливерпуле на 12 Arnold Grove, в котором Джордж Харрисон родился и жил до того, как ему исполнилось 7 лет

Джордж Харрисон родился в Ливерпуле, Англия, 25 февраля 1943 года в католической семье Луизы и Харольда Харрисон. Харрисон был младшим, четвёртым ребёнком в семье. У Джорджа была одна сестра, Луиза, родившаяся 16 августа 1931 года, и двое братьев, Харри, родившийся в 1934 году, и Питер, родившийся 20 июля 1940 года. Отец его матери, Джон Френч, был родом из графства Уэксфорд в Ирландии. Он эмигрировал в Ливерпуль и женился на местной девушке. Отец Джорджа, Харольд, сначала работал моряком, но позже, чтобы быть ближе к семье, сменил профессию и стал водителем автобуса. Мать Харрисона работала продавщицей в магазине.
С самого рождения Джорджа и до 1950 года семья Харрисонов проживала по адресу 12 Arnold Grove, в ливерпульском районе Уэйвертри. Это был маленький двухэтажный дом рядовой застройки. Для отопления помещения в зимнее время использовалась печь на каменном угле, а туалет находился во дворе, рядом с курятником. В 1950 году из-за повысившейся арендной платы семья Харрисонов переехала в другой район города, Спек, и поселились по адресу 25 Upton Green, Speke.
Сначала Джордж учился в начальной школе Довдэйл, располагавшейся поблизости от Penny Lane. Двумя классами старше в той же школе учился Джон Леннон. Затем Джордж поступил в среднюю школу для мальчиков «Ливерпульский институт», первую школу в Ливерпуле, где и обучался в период с 1954 по 1959 год. Там он выделялся среди сверстников, но не способностями и прилежанием, а тем, что носил модные брюки-дудочки, месяцами не стригся и дерзил учителям. Джордж любил сидеть на задней парте и во время уроков делать зарисовки гитар в своих школьных тетрадях. Он вспоминает: «Я очень увлекался гитарами. Когда я услышал об одном парне в школе, который приобрёл акустическую гитару за 3,10 фунта стерлингов, я попросил эту сумму у своей матери и купил себе точно такой же инструмент. Для нас в то время это были большие деньги».
Джордж довольно быстро научился не только брать аккорды, но и исполнять замысловатые пассажи. Харрисон позднее говорил, что наибольшее влияние на него оказали Карл Перкинс, Бо Диддли и The Everly Brothers. Благодаря гитаре у Джорджа завязались сначала приятельские, а затем и по-настоящему дружеские отношения с Полом Маккартни, который учился в одной с ним школе.
В 1957 году Джордж основал группу-однодневку «Комбо», а позже, вместе со своим братом Питером и другом Артуром Келли, — скиффл-группу The Rebels. В марте 1957 года Джон Леннон создал ансамбль The Quarrymen. Несколько месяцев спустя в его состав был принят Пол Маккартни. Именно Маккартни привлёк внимание Леннона к Харрисону, порекомендовав его как своего друга, умевшего играть песню «Raunchy» на гитаре. Леннон поначалу высказался против принятия Харрисона в ряды ансамбля, ссылаясь на то, что тот был слишком молод. Только когда Харрисону исполнилось 16 лет, его окончательно приняли в группу. Так как Харрисон был моложе Леннона и Маккартни, те в течение нескольких последующих лет смотрели на него как на ребёнка.
В 16 лет Харрисон бросил учёбу в школе и какое-то время работал помощником электрика в ливерпульском универмаге Blacklers. В начале 1959 года группа Леннона сменила название сначала на The Silver Beetles, а затем — на The Beatles. Музыкальный опыт Харрисона, частью которого были уроки игры на гитаре, взятые у Тони Шеридана, лёг в основу битловского звука и способствовал созданию спокойного, профессионального имиджа Харрисона.

## В составе The Beatles (1960—1970)

### Ранний период (1960—1967)
В 1960 году The Beatles съездили на гастроли в Шотландию в качестве аккомпанирующего состава певца Джонни Джентла. В том же году им предложили выступать в Гамбурге и Харрисон, бросив свою работу в ливерпульском универмаге, вместе с другими битлами уехал в Германию. Он намеревался несколько лет работать музыкантом, а затем поступить в художественное училище. Первая поездка Харрисона в Гамбург внезапно оборвалась после того, как немецкая полиция депортировала его назад в Англию, обнаружив, что он был несовершеннолетним.
В декабре 1961 года менеджером The Beatles стал Брайан Эпстайн, познакомившийся с группой за месяц до этого на её выступлении в The Cavern Club. Эпстайн изменил облик битлов с рокеров в кожаных куртках на более респектабельный и помог им заключить контракт с компанией звукозаписи EMI, представив битлов продюсеру Джорджу Мартину. Мартин проявил интерес к группе и захотел увидеть её выступление. Он пригласил квартет на прослушивание в лондонскую студию «Эбби Роуд» на 6 июня 1962 года. Позднее Мартин говорил в своих интервью, что в тот день не одарённость битлов произвела на него впечатление, а они сами — привлекательные, весёлые и слегка нахальные молодые люди. Когда Мартин спросил, есть ли в студии что-нибудь, что им не понравилось, Харрисон ответил: «Мне не нравится ваш галстук». Джордж Мартин шутку оценил и предложил группе подписать долгожданный контракт на запись.
Первый сингл группы, «Love Me Do» (на котором Харрисон сыграл на гитаре Gibson J-160E), вышел в октябре 1962 года и поднялся до 17-й позиции в британских чартах. Ко времени выхода дебютного битловского альбома Please Please Me в начале 1963 года, слава группы уже гремела по всей Великобритании, где началось распространение феномена «битломании».
Харрисон первым из битлов посетил США: в сентябре 1963 года он навестил свою сестру Луизу в Бентоне, штат Иллинойс, за 5 месяцев до исторического визита The Beatles в Америку и участия группы в «Шоу Эда Салливана». Во время своего пребывания в Америке, Джордж зашёл в крупный музыкальный магазин и обнаружил, что там не было в продаже не только The Beatles, но и вообще современной британской музыки. По возвращении домой, Харрисон сообщил группе, что с «завоеванием» Америки могут возникнуть сложности.

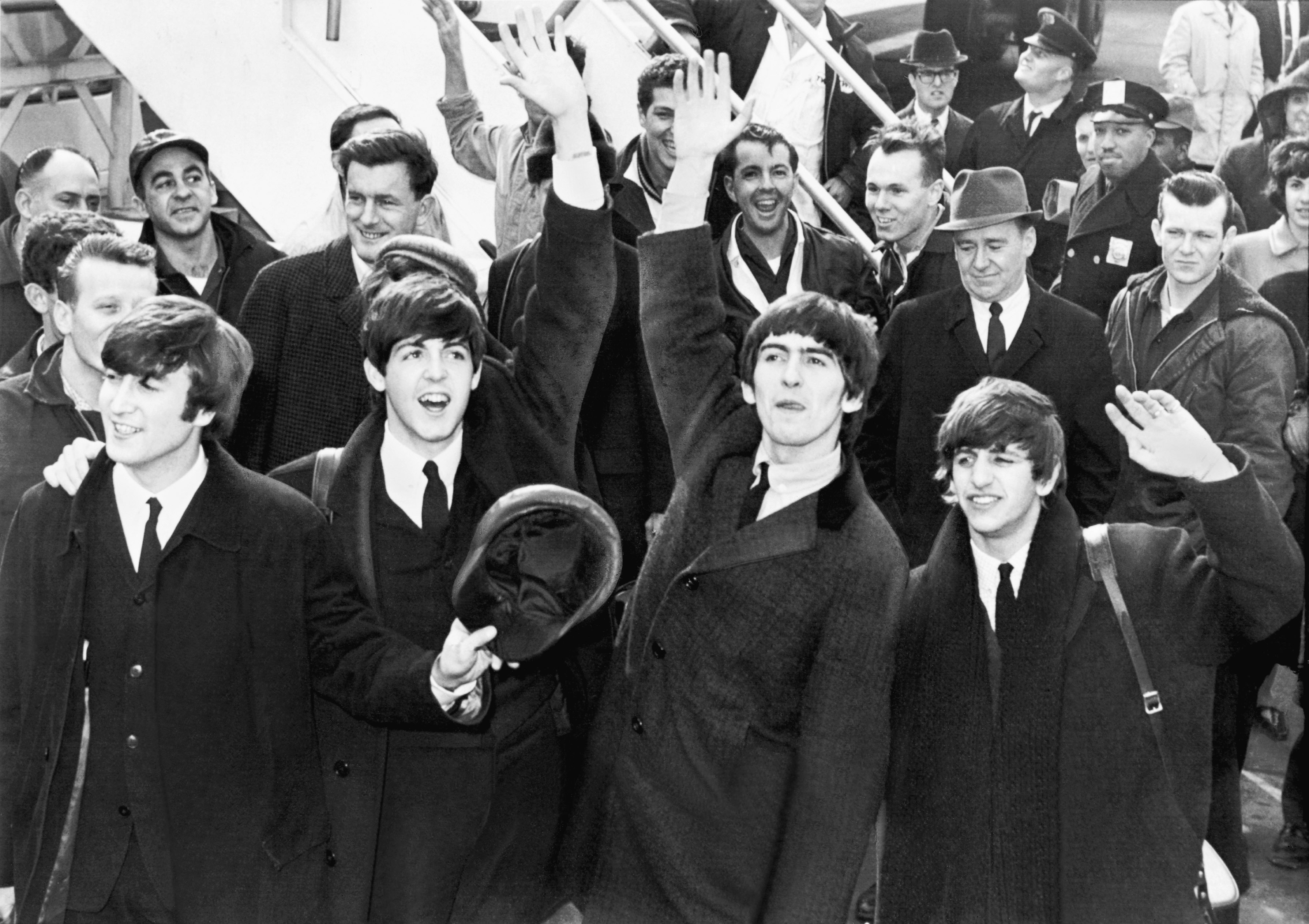
Харрисон (третий слева) вместе с другими битлами в США, 1964 год

В то время как Пол Маккартни считался «хорошеньким битлом», а Леннон рассматривался как лидер группы, Харрисон пользовался наибольшей популярностью среди девушек-фанаток. На свой 21 день рождения он получил более 30 000 подарков и поздравительных открыток. На концертах группу часто осыпали мармеладными конфетами («jelly babies»), которые любил Харрисон. В США эти конфеты не продавались, и американские фанаты осыпали битлов более твёрдыми желейными бобами, что вызывало недовольство группы.
Из-за своей манеры поведения и склонности молчать на пресс-конференциях Харрисон получил прозвище «тихий битл». Но иногда он показывал свою «дикую сторону» и вёл себя необузданно. Однажды в баре Харрисон бросил стаканом в «назойливого» папарацци, пытавшегося сфотографировать его с близкого расстояния. Так же, как и другие битлы, он нередко острил на интервью. Однажды, когда журналист спросил участников группы, чем они занимаются в номерах отелей между концертами, Харрисон ответил, что они катаются на коньках.

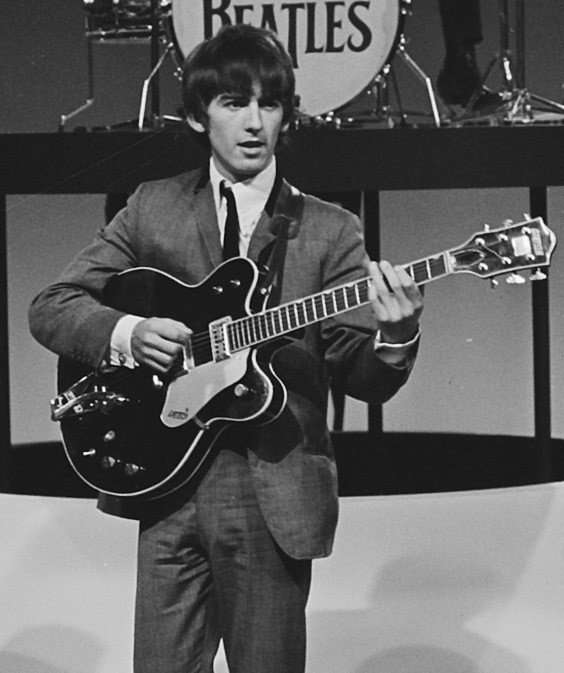
Телепередача с The Beatles в Treslong, Джордж Харрисон

Популярность группы привела не только к успешному туру по США, но и к созданию первого битловского фильма «Вечер трудного дня», во время съёмок которого Харрисон познакомился со своей будущей женой Патти Бойд, игравшей в фильме роль школьницы-битломанки. 12 июня 1965 года королева Великобритании Елизавета II наградила всех четырёх битлов орденами Британской империи, вручив их собственноручно на приёме в Букингемском дворце.
Харрисон поначалу выполнял в группе роль музыканта, настраивающего инструменты, но ко времени выхода альбома «Rubber Soul» он превратился в музыкального руководителя, пробудив интерес других битлов к фолк-року (в особенности к творчеству группы The Byrds и Боба Дилана), и к индийской музыке. Музыкальный вклад Харрисона в творчество группы достиг своего пика в вышедшем в 1966 году альбоме Revolver, в который попали три композиции Харрисона. Кроме этого, во время создания альбома другие битлы приняли во внимание некоторые его творческие идеи. К 1967 году, когда вышел в свет альбом Sgt. Pepper's Lonely Hearts Club Band, интересы Харрисона ушли в другом направлении и его вклад состоял всего лишь из одной песни «Within You Without You». В записи этой композиции не принял участия ни один из других битлов, а сама она заметно выделялась среди других песен альбома.
В ранний период The Beatles Харрисона вовсе не считали виртуозным гитаристом. Некоторые гитарные исполнения Харрисона были записаны под руководством Маккартни и продюсера Джорджа Мартина, позже признававшегося в «несколько жестоком» отношении к музыканту. Во время первого визита The Beatles в США в феврале 1964 года фирма-производитель гитар Rickenbacker преподнесла Харрисону в подарок двенадцатиструнную электрогитару Rickenbacker 360/12, которая из-за необычного дизайна грифа на первый взгляд казалась шестиструнной. Впоследствии Харрисон часто использовал её в студийных записях группы. К концу 1960-х годов Харрисон получил признание как умелый и очень талантливый соло- и ритм-гитарист.

### Последние годы с The Beatles (1968—1970)
Во время записи The White Album в 1968 году напряжение между участниками ансамбля стало нарастать; разлад между музыкантами стал очевиден во время репетиций для альбома Let It Be. Разочарованный творческими разногласиями между Ленноном и другими членами группы, а также плохими условиями работы в холодном помещении киностудии, Харрисон 10 января покинул The Beatles. Однако спустя всего 12 дней, после двух встреч с другими битлами и переговоров, он вернулся в ряды ансамбля.
Во время работы над записью альбома Abbey Road отношения между музыкантами заметно улучшились, хотя некоторое напряжение сохранялось. В альбом вошли самые популярные песни Джорджа битловского периода: «Something» и «Here Comes the Sun». «Something» считается одной из лучших песен Харрисона. Она была исполнена и записана Фрэнком Синатрой (который называл её «величайшей песней о любви последних 50 лет», ошибочно приписывая её авторство Леннону и Маккартни) и Элвисом Пресли.
Творческая продуктивность Харрисона всё возрастала. Одновременно с этим ему было трудно убедить других битлов записывать его песни и включать их в альбомы группы. В результате на момент распада The Beatles у Харрисона накопилось большое количество неизданного материала. Когда много лет спустя Харрисона спросили, какую музыку создали бы The Beatles, если бы группа не распалась, он ответил, что в альбомы ансамбля «попал бы наш сольный материал». Это утверждение Харрисона подтверждается тем фактом, что многие из песен ранних сольных альбомов членов группы впервые были исполнены во время битловских сессий звукозаписи, но так и не были записаны музыкантами совместно.
Последняя сессия звукозаписи Харрисона с The Beatles состоялась 4 января 1970 года. Леннон, фактически покинувший группу ранее в сентябре, не принял в ней участия.

### Песни с The Beatles (1963—1970)

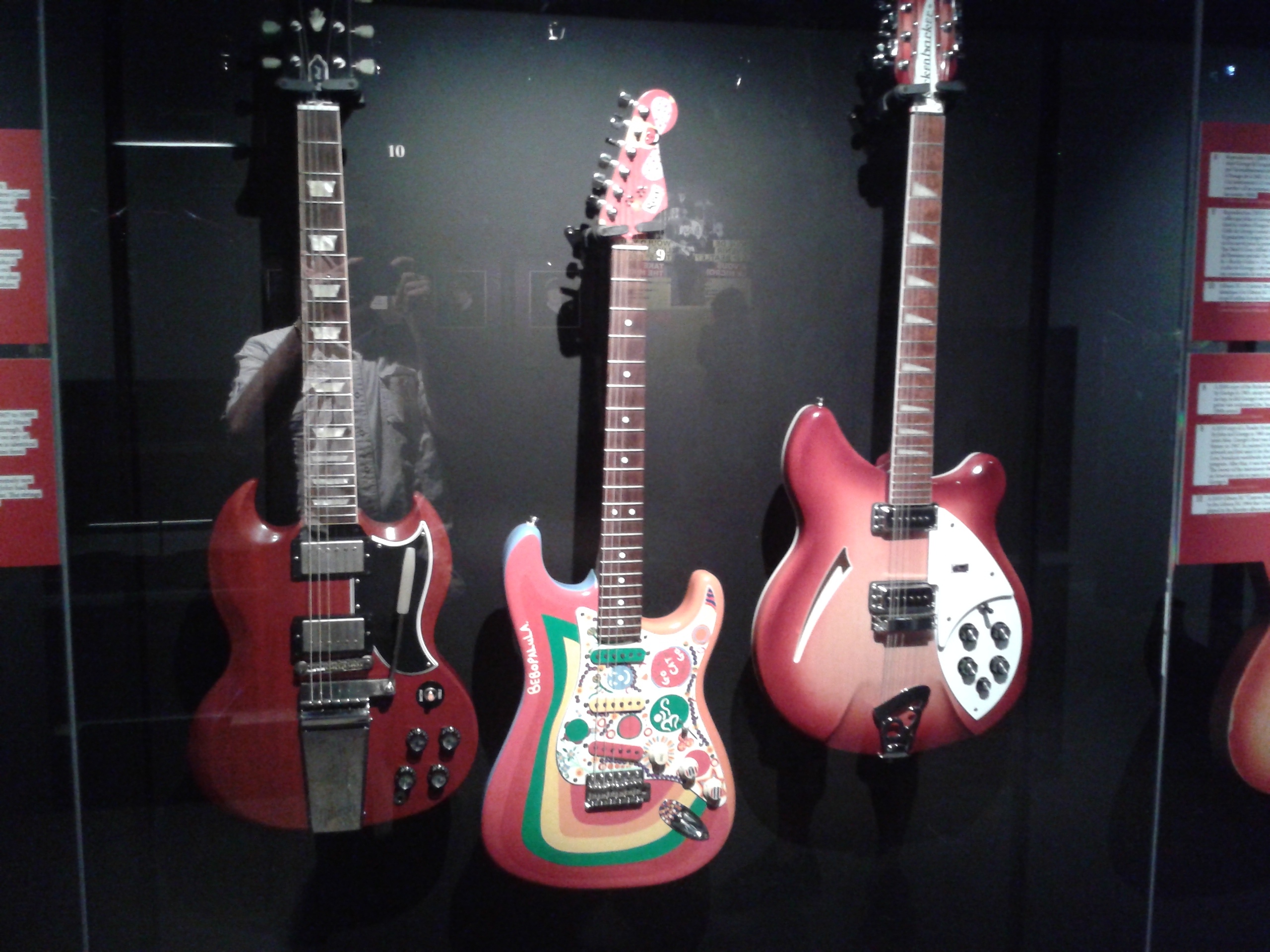
Гитары Джорджа Харрисона

Харрисон написал свою первую песню, «Don’t Bother Me», в 1963 году, по его собственным словам «чтобы посмотреть, способен ли был я писать песни». В том же году «Don’t Bother Me» появилась на втором битловском альбоме With The Beatles и на Meet The Beatles! в США в 1964 году. Отрывок из песни также появился в первом битловском фильме «Вечер трудного дня». Харрисон написал одну песню для следующего альбома Beatles for Sale; песня, однако, в альбом так и не попала. Следующими композициями Харрисона были «I Need You» и «You Like Me Too Much» к альбому Help!, «If I Needed Someone» и «Think for Yourself» к альбому Rubber Soul, «Taxman», «Love You To» и «I Want to Tell You» (альбом Revolver), «Within You Without You» к альбому Sgt. Pepper's Lonely Hearts Club Band, «While My Guitar Gently Weeps», «Piggies», «Long Long Long», «Savoy Truffle» (The White Album), «Blue Jay Way» к альбому Magical Mystery Tour, «Only a Northern Song» (альбом Yellow Submarine), «Here Comes the Sun», «Something» (альбом Abbey Road), «I Me Mine» и «For You Blue» для альбома Let It Be.
Харрисон сам исполнял все песни The Beatles собственного сочинения. Он также исполнил кавер-версию песни Chains и композицию Do You Want to Know a Secret в альбоме Please Please Me; «Roll Over Beethoven» и «Devil in Her Heart» в альбоме With the Beatles; «I’m Happy Just to Dance with You» в альбоме A Hard Day’s Night, и «Everybody’s Trying to Be My Baby» в альбоме Beatles for Sale. Качество песен Харрисона со временем значительно улучшилось, но его материал завоевал уважение других битлов только незадолго до распада группы. Так в 1969 году Маккартни сказал Леннону, что «песни Джорджа в этом году по крайней мере так же хороши, как наши». Позже Харрисон вспоминал, что ему было трудно убедить других битлов записывать его композиции.

## Сольная карьера (1968—1987)

### Начало сольной карьеры:Wonderwall MusicиElectronic Sound(1968—1969)
Ещё до распада The Beatles в 1970 году Харрисон записал и выпустил два сольных альбома, Wonderwall Music (1968) и Electronic Sound (1969). Оба альбома, однако, были большей частью инструментальными. Wonderwall Music, звуковая дорожка к фильму Wonderwall, был первой сольной пластинкой Джорджа и представлял собой синтез западной и индийской музыки.
Второй сольный альбом Джорджа, Electronic Sound, вышел 9 мая 1969 года. Он был записан дома и составлен из экспериментальных композиций, исполненных на фантастическом по тем временам инструменте — синтезаторе Роберта Муга. Ни первый, ни второй альбом успеха не имели. Только после распада The Beatles Харрисон выпустил свой первый «настоящий» сольный альбом, All Things Must Pass, который с лихвой компенсировал неудачи первого этапа его сольной карьеры.

### All Things Must Pass(1970)
Альбом All Things Must Pass вышел в свет после многолетнего «битловского» периода, в течение которого другие битлы не пропускали многие песни Харрисона в альбомы группы. В результате, чтобы уместить весь накопившийся музыкальный материал, Харрисону потребовался «тройной» альбом: все песни Харрисона поместились на двух пластинках, а на третьей вышли записи джем-сейшн Харрисона со своими друзьями-музыкантами. Для альбома сыграли Эрик Клэптон, Дэйв Мэсон, Билли Престон и Ринго Старр, а сопродюсером выступил Фил Спектор.
All Things Must Pass считается лучшим альбомом сольной карьеры Харрисона; он имел огромный коммерческий успех, возглавил хит-парады по обе стороны Атлантического океана и получил восторженные отзывы критиков. Главным хитом альбома стала песня «My Sweet Lord», посвящённая индуистскому богу Кришне. Она вышла отдельным синглом, попав на верхнюю позицию в хит-парадах США, Великобритании и ряда других стран. Второй сингл из этого альбома, «What Is Life», оказался в десятке лучших.
С песней «My Sweet Lord» связан неприятный инцидент. Харрисона обвинили в плагиате — в том, что мелодию этой песни он позаимствовал у группы Chiffons — из композиции в то время уже покойного Рональда Мэка «He’s So Fine», права на которую принадлежали компании Bright Tunes. Харрисон отрицал преднамеренный плагиат, но в 1976 году проиграл процесс после того, как суд признал возможность «непреднамеренного» заимствования и присудил Харрисона выплатить Bright Tunes сумму в размере 1,6 млн долларов США. Судья принял в расчёт доходы, полученные Харрисоном не только в результате продажи сингла «My Sweet Lord», но и в результате включения песни в альбомы All Things Must Pass и The Best of George Harrison.
До того, как Харрисон выплатил положенную сумму, спор принял новый оборот: менеджер Харрисона Аллен Клейн сменил стороны, купив Bright Tunes и продолжив судебное дело против Харрисона. В 1981 году окружной суд признал, что Клейн действовал неподобающим образом и постановил, что Харрисон должен приобрести Bright Tunes за 587 000 долларов — сумму, которую Клейн ранее заплатил за компанию. В результате бывший менеджер Харрисона остался ни с чем, а Харрисон автоматически получил авторские права на «My Sweet Lord» и на «He’s So Fine». Судебный процесс, однако, завершился только в 1991 году, после того как решение окружного судьи было подтверждено судом высшей инстанции.
В начале 2001 года Харрисон выпустил новую версию альбома All Things Must Pass. Альбом достиг четвёртого места в Billboard 200. Харрисон с целью раскрутки альбома принял участие в чатах в Интернете. Альбом опять попал в хит-парады вскоре после смерти Харрисона. В общей сложности только в США было продано более 6 млн копий All Things Must Pass. Во время выхода альбома в 1970—1971 году количество проданных в Великобритании копий альбома было подсчитано неправильно, в результате чего All Things Must Pass занял там только 4-е место в чартах. В 2007 году были сделаны новые подсчёты, в результате которых выяснилось, что All Things Must Pass побывал на вершине также и британского хит-парада.

### Концерт для Бангладеш (1971)
В 1971 году Харрисон оказался в центре внимания, впервые в истории организовав два огромных благотворительных концерта «Концерт для Бангладеш» в нью-йоркском «Мэдисон-сквер-гарден», сборы от которых предназначались фонду помощи жителям Бангладеш, незадолго до этого пострадавшим от разрушительного циклона Бхола в ноябре 1970 года и действий пакистанской армии во время Войны за независимость Бангладеш. Однако значительная часть полученных от концертов средств ушла на уплату налогов и покрытие расходов по его организации.
На концерты, состоявшиеся 1 августа, собралось более 40 000 человек. В них приняли участие такие популярные музыканты, как Боб Дилан (очень редко появлявшийся на публике в 1970-е годы), Эрик Клэптон (несколько месяцев до этого не выступавший публично по причине пристрастия к героину и распада ансамбля Derek and the Dominos), Леон Расселл, Badfinger, Билли Престон и Ринго Старр. Первым выступил приглашённый Харрисоном Рави Шанкар.

### Living in the Material World(1973)
Второй сольный альбом Харрисона, Living in the Material World, вышел в свет в 1973 году. Пластинка возглавляла Billboard 200 в течение пяти недель, а в Великобритании поднялась до второго места. Отдельным синглом Харрисон выпустил песню «Give Me Love (Give Me Peace on Earth)», которая достигла первого места в Billboard Hot 100. Критики, однако, посчитали альбом «чересчур религиозным». В сентябре 2006 года альбом был переиздан, вместе с бонусным DVD и ранее неизданными песнями «Deep Blue» и «Miss O’Dell». На этот раз альбом поднялся только до 38-го места в Billboard 200.

### Dark Horseи концертный тур по США (1974)
В 1974 году Харрисон выпустил свой третий сольный альбом Dark Horse и совершил концертный тур по США. Тур успеха не имел: критики и поклонники выразили своё недовольство продолжительными выступлениями приглашённого Харрисоном на свои концерты Рави Шанкара, а также хриплым голосом Харрисона, который тот сорвал незадолго до начала гастролей. Альбом Dark Horse попал в пятёрку лучших в чарте пластинок Billboard 200, но не имел успеха в Великобритании, в основном по причине увядшего интереса к творчеству музыканта и неблагоприятных отзывов критиков. Песня «Dark Horse», давшая название альбому, вышла отдельным синглом и поднялась до 15-го места в Billboard Hot 100. Для создания документального фильма о концертном туре Харрисон нанял режиссёра Дэвида Акомба. Снятый им фильм, однако, так никогда и не вышел на экраны. В 2007 году Дэвид Акомба создал новую версию фильма и передал её в архив семьи Харрисона.

### Extra Texture(1975)
Последний студийный альбом Харрисона для EMI (и Apple Records), Extra Texture (Read All About It), вышел в 1975 году. По мнению музыкальных критиков, в этом альбоме Харрисон попытался придать композициям более коммерческое звучание. Две песни были выпущены как синглы; «You» попала в двадцатку Billboard Hot 100 и вместе со вторым синглом, «This Guitar (Can't Keep from Crying)», стала последним новым синглом, выпущенным Apple Records в 1975 году. Сингл «This Guitar (Can’t Keep from Crying)» не имел успеха и стал первым сольным синглом Харрисона, не попавшим в Billboard Hot 100.

### The Best of George HarrisonиThirty Three & 1/3(1976)
После того, как битлы ушли из Capitol Records, лейбл получил право выпустить в одном альбоме битловские и послебитловские песни. Первым таким альбомом стал The Best of George Harrison (1976), представлявший собой коллекцию лучших песен Харрисона битловского периода в сочетании с его хитами сольного периода.
В 1976 году Харрисон столкнулся с рядом проблем, как в карьере, так и в личной жизни. Когда его альбом Thirty Three & 1/3 (возраст Харрисона в это время) изданный основанным им же лейблом Dark Horse Records был почти завершён, Харрисон заболел гепатитом и так и не смог полностью завершить работу над ним.
Thirty Three & 1/3 вышел в ноябре 1976 года и был самым успешным альбомом Харрисона второй половины 1970-х годов, достигнув 11-го места в Billboard 200. В альбом вошли такие хиты, как «This Song» (сатира на судебное решение по поводу плагиата мелодии «My Sweet Lord» с песни «He's So Fine») и «Crackerbox Palace», — юмористическо-сюрреалистическая песня Харрисона, в которой музыкант оглянулся на свою прошлую жизнь. «Crackerbox Palace» — это название бывшего особняка комедийного актёра Лорда Бакли в Голливуде, который Харрисон однажды посетил, а «Mr. Greif» — это Джордж Грейф, бывший менеджер Бакли.

### George Harrison(1979)
В 1979 году Харрисон выпустил альбом George Harrison, который вышел уже после того, как он женился на Оливии Ариас и у них родился сын Дхани. Альбом был благосклонно принят как публикой, так и критиками. Отдельными синглами вышли три песни: «Blow Away», «Love Comes to Everyone» и «Faster». Сингл «Blow Away» попал двадцатку Billboard Hot 100, а сам альбом — в двадцатку самых продаваемых альбомов Billboard 200.

### Основание лейбла Dark Horse Records и участие в других проектах
В 1974 году, находясь в Лос-Анджелесе и готовясь к своему концертному туру, Харрисон открыл офис своей новой компании звукозаписи Dark Horse Records в здании, принадлежавшем лейблу A&M Records, на La Brea Avenue. Именно там он познакомился со своей второй женой Оливией Тринидад Ариас, которую послали работать для его компании вместе с Терри Дораном из Apple Records и Джэком Оливером, прибывшим из Лондона для исполнения обязанностей менеджера Dark Horse Records. После окончания концертного тура 1974 года Харрисон возвратился в Великобританию, и в последующие годы регулярно посещал Лос-Анджелес. В это время Dark Horse Records выпустила альбомы Рави Шанкара и таких коллективов, как Splinter и Attitudes.
Когда в средствах массовой информации периодически появлялись слухи о возможном объединении The Beatles, из всех битлов Харрисон наиболее отрицательно относился к этой идее. В 1974 году в одном из интервью он заявил, что не против работать с Джоном Ленноном и Ринго Старром, но никак не может представить себя в одной группе с Полом Маккартни, который постоянно ограничивал его музыкальный вклад в битловский период. Харрисон также заявил, что те, кто скучают по музыке в стиле The Beatles, могут пойти и послушать новую группу Маккартни Wings.
23 ноября 1971 года Харрисон снялся в одном из эпизодов The Dick Cavett Show как член группы Wonder Wheel. Он сыграл на гитаре в песне «Two Faced Man», авторства Гарри Райта. Харрисон сделал это из благодарности Райту за то, что тот сыграл на клавишных для альбома All Things Must Pass. Этот эпизод с участием Харрисона можно посмотреть на DVD The Dick Cavett Show: Rock Icons: Disc 3.
В этот период Харрисон выступил продюсером и соавтором двух хитов Ринго Старра («It Don’t Come Easy» и «Photograph»); сыграл на гитаре на композициях Леннона «How Do You Sleep?», «Oh My Love» и «Gimme Some Truth»; Харри Нильссона («You’re Breakin' My Heart»), Badfinger («Day After Day»); принял участие в записи песни Билли Престона «That’s The Way God Planned It» и песни «Basketball Jones» американского комедийного дуэта Cheech & Chong.

### ОтSomewhere in EnglandдоCloud Nine(1980—1987)
В 1980 году Харрисон опубликовал автобиографию «Я, мне, моё», став первым и по сей день единственным битлом, сделавшим это. Бывший пресс-секретарь The Beatles Дерек Тэйлор помог в написании книги, первый тираж которой вышел в делюкс-издании. В книге Харрисон очень мало говорил о The Beatles, в основном повествуя о своих увлечениях, таких как садоводство и автогонки «Формула-1». В книгу также вошли тексты песен Харрисона и фотографии с юмористическими комментариями.
Убийство Джона Леннона в декабре 1980 года шокировало Харрисона и усилило в нём уже существовавшие опасения за свою жизнь. Для Харрисона это была также глубоко личная потеря, несмотря на то, что в отличие от Пола Маккартни и Ринго Старра, он практически не общался с Ленноном в последние годы перед его смертью. Харрисон изменил текст песни, написанной ранее для Старра, и посвятил её памяти Леннона. «All Those Years Ago» часто проигрывалась на радио и взлетела до 2-го места в Billboard Hot 100. В записи песни приняли участие Пол Маккартни и Ринго Старр. Затем Харрисон выпустил сингл «Teardrops», который, однако, не имел коммерческого успеха. Оба сингла вышли в альбоме 1981 года Somewhere in England. Альбом планировался к выходу в продажу в 1980 году, однако Warner Bros. он не понравился, и Харрисону пришлось записать заново несколько песен и сменить обложку альбома. Только в 2004 году альбом был переиздан с обложкой, изначально выбранной Харрисоном. В 1981 году Харрисон сыграл на гитаре для альбома Мика Флитвуда The Visitor и для песни Линдси Бакингема «Walk a Thin Line».
Вышедший в 1982 году альбом Gone Troppo был встречен безразлично, и в течение последующих пяти лет Харрисон не записал ни единого сингла или альбома, за исключением песни для звуковой дорожки фильма «Porky's Revenge» (версия Харрисона малоизвестной песни Боба Дилана «I Don’t Want To Do It»). В 1985 году Харрисон впервые за несколько лет появился на публике в программе Carl Perkins and Friends американского кабельного телевизионного канала Showtime. В программе также приняли участие Ринго Старр и Эрик Клэптон. Харрисон согласился принять участие в телепередаче только потому, что был поклонником творчества Карла Перкинса.
14 декабря 1984 года Харрисон, ко всеобщему удивлению, принял участие в сиднейском концерте Deep Purple, а 15 марта 1986 — в благотворительном концерте в Бирмингеме, сборы от которого предназначались местной больнице. Харрисон вместе с Робертом Плантом, The Moody Blues и Electric Light Orchestra исполнил песню «Johnny B. Goode».
В 1987 году Харрисон вернулся с восхвалённым музыкальными критиками альбомом Cloud Nine, сопродюсером которого выступил Джефф Линн из Electric Light Orchestra. Один из синглов из альбома, «Got My Mind Set on You», представлявший собой кавер-версию песни Джеймса Рея 1960-х годов, достиг 1-го места в США и 2-го — в Великобритании. Небольшим хитом также стал другой сингл, «When We Was Fab», — ретроспективный взгляд Харрисона на битловские дни. В песне присутствовали музыкальные оттенки, характерные для творчества каждого из битлов. Для обеих песен были сняты музыкальные видеоклипы, которые регулярно показывала MTV, таким образом познакомив с личностью и музыкой Харрисона молодое поколение слушателей. 26 февраля 1988 года на фестивале в Сан-Ремо за работу над видеоклипом «When We Was Fab» Джорджу была вручена награда за «лучший видеоклип года». Альбом достиг 8-го места в США и 10-го в Великобритании. Вдобавок к вышеупомянутым синглам, некоторые песни из альбома также заняли высокие позиции в американском чарте Billboard’s Album Rock, а именно «Devil’s Radio», «This Is Love» и «Cloud 9». 5 и 6 июня 1987 года Харрисон и Ринго Старр неожиданно выступили на концертах гастролировавшего в Лондоне Принса.

## Поздний период (1988—2001)

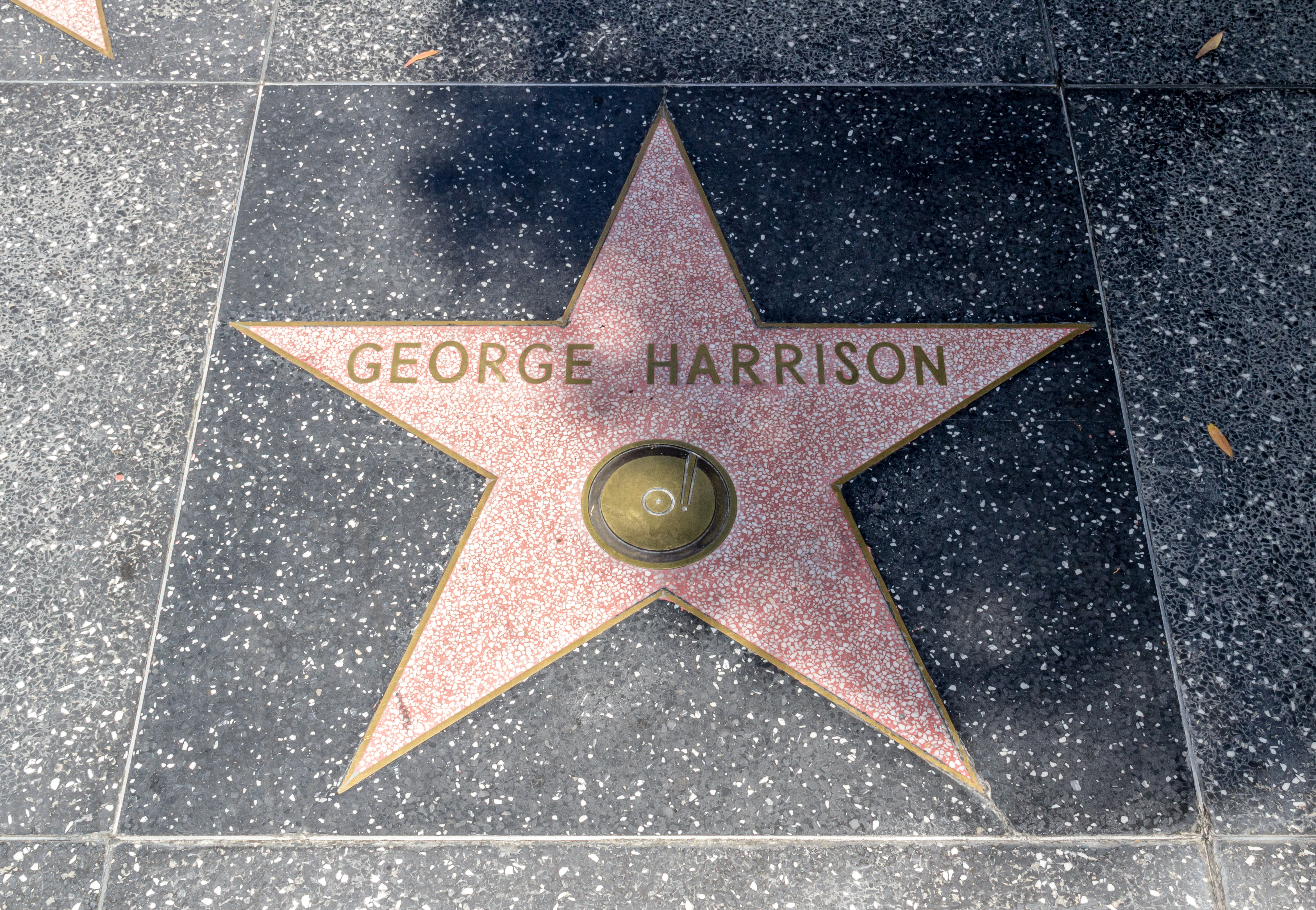
Звезда Джорджа Харрисона на Голливудской «Аллее славы»

3 января 1989 года в интервью Харрисон заявил, что скоро намерен покинуть большую сцену, однако в марте того же года он вместе с Джеффом Линном и Ринго Старром снялся в музыкальном видеоклипе Тома Петти «I Won’t Back Down», где сыграл на акустической гитаре. В июне Харрисон принял участие в бирмингемском концерте Боба Дилана, а в ноябре — сыграл на лондонском концерте Эрика Клэптона. В том же году вышел альбом Best of Dark Horse 1976-1989, представлявший собой сборник лучших песен Харрисона позднего периода. В состав альбома вошли две новые песни, «Poor Little Girl», и «Cockamamie Business» (в этой песне Харрисон опять хмуро взглянул на битловское прошлое), а также композиция «Cheer Down», которая несколькими месяцами ранее вышла на звуковой дорожке фильма «Смертельное оружие 2». В отличие от двух предыдущих сборников хитов, в этот раз Харрисон лично выбрал песни для альбома. В 1989 году Харрисон также сыграл на гитаре в песне «Leave a Light On» в третьем альбоме Белинды Карлайл Runaway Horses. Песня имела большой коммерческий успех по всему миру.
В декабре 1991 года вместе с Эриком Клэптоном Харрисон дал серию ярких концертов в Японии. Это были первые гастроли Харрисона после американского тура 1974 года. Несмотря на его успех, Харрисон больше не совершал сольных концертов. На основе концертов японского тура был издан альбом «Live in Japan». В октябре 1992 года, Харрисон исполнил три песни («If Not for You», «Absolutely Sweet Marie» и «My Back Pages») на огромном концерте на Медисон-сквер-гарден в Нью-Йорке, посвящённому тридцатилетию музыкальной карьеры Боба Дилана. В 1996 году вместе с Карлом Перкинсом Харрисон записал и спродюсировал песню «Distance Makes No Difference With Love».
В 1997 году Харрисон в последний раз появился на телевидении; сделал он это с целью раскрутки альбома Chants of India, выпущенного в сотрудничестве с Рави Шанкаром. Интервью с Харрисоном провёл известный американский телеведущий и юморист Джон Фугельзанг, работавший тогда на музыкально-развлекательном телеканале VH1. В ходе интервью Харрисону преподнесли гитару и, когда кто-то из зрителей попросил его исполнить одну из песен The Beatles, Харрисон, грозно на него взглянув, ответил «Не думаю, что я знаю хоть одну!» После этого Харрисон спел «All Things Must Pass» и «Any Road», песню, которая в 2002 году вышла в посмертном альбоме Харрисона Brainwashed.
В январе 1998 года Харрисон присутствовал на похоронах своего детского кумира Карла Перкинса. Во время похоронной церемонии Харрисон исполнил песню Перкинса «Your True Love». В том же году Харрисон принял участие в похоронах Линды Маккартни и сыграл на гитаре в двух песнях в альбоме Ринго Старра Vertical Man.
В декабре 1999 года Харрисон выжил после вооружённого нападения сумасшедшего. Вечером 30 декабря 1999 года Майкл Абрам проник в поместье Харрисона «Фрайар-парк» и нанёс Джорджу несколько ножевых ранений в грудь. Думая, что настал его последний час, Харрисон кричал в лицо нападавшему мантру «Харе Кришна». Спасла Джорджа его жена Оливия, обезвредившая Абрама и передавшая его полиции. Майкл Абрам полагал, что был послан Богом для исполнения особой миссии, заключавшейся в убийстве Харрисона. Позже он был признан сумасшедшим и помещён в психиатрическую больницу строгого режима, но после смерти Харрисона отпущен на свободу.. После освобождения из психиатрической больницы в 2002 году, после менее чем трех лет заключения, Абрам сказал: «Если бы я мог повернуть время вспять, я бы отдал все, чтобы не делать того, что я сделал, напав на Джорджа Харрисона, но, оглядываясь назад, я понял, что в то время я не контролировал свои действия. Я могу только надеяться, что семья Харрисона каким-то образом найдет в своем сердце силы принять мои извинения».
Травмы, нанесённые Харрисону во время вторжения в дом, были преуменьшены его семьёй в своих комментариях прессе. Видя, что Харрисон до этого выглядел очень здоровым, люди из его окружения считали, что нападение вызвало в нём определённые сдвиги и послужило причиной возвращения рака.
В 2001 году Харрисон принял участие в записи альбома Zoom ансамбля Electric Light Orchestra. Харрисон также сыграл на гитаре в песне «Love Letters» группы Билла Уаймэна Rhythm Kings и записал и ремастировал неизданные композиции The Traveling Wilburys. Вместе со своим сыном Дхани Харрисон записал песню «Horse to the Water». Сессия записи этой песни, состоявшаяся 2 октября 2001 года, оказалась последней в жизни Харрисона. «Horse to the Water» вышла в альбоме Джулса Холланда Small World, Big Band.
Работу над последним альбомом Харрисона Brainwashed завершили Дхани Харрисон и Джефф Линн. В продажу альбом поступил 18 ноября 2002 года. Музыкальные критики благосклонно встретили посмертный альбом Харрисона, а в чарте Billboard 200 он достиг 18-го места. Сингл «Stuck Inside a Cloud» часто проигрывался на радиостанциях США и Великобритании и занял 27-е место в чарте Hot Adult Contemporary, а сингл «Any Road», изданный в мае 2003 года, попал на 37-е место в британском хит-параде. Композиция «Marwa Blues» в 2004 году получила премию «Грэмми» за «лучшую инструментальную композицию», а сингл «Any Road» был номинирован в категории «лучшее мужское вокальное исполнение».

### The Traveling Wilburys (1988—1990)
В 1988 году Харрисон сыграл ключевую роль в создании супергруппы The Traveling Wilburys, в которую, кроме самого Харрисона вошли Рой Орбисон, Джефф Линн, Боб Дилан и Том Петти. Участники ансамбля впервые собрались вместе в гараже Боба Дилана с целью записи песни для стороны «Б» сингла Харрисона, который должен был выйти в Европе. Однако фирма звукозаписи посчитала, что записанная ими песня «Handle with Care» была чересчур хороша для того, чтобы выпустить её на стороне «Б» сингла, и попросила музыкантов создать отдельный альбом. Так как Дилан скоро должен был начать концертный тур, у музыкантов было всего две недели на создание альбома. Вышел он в октябре 1988 года под названием «Traveling Wilburys Vol. 1». Музыканты издали его под псевдонимами полубратьев Wilbury, якобы сыновей Чарльза Траскотта Уилбури Старшего. В первом альбоме Харрисон выступил под псевдонимом «Нельсон Уилбури»; для второго альбома группы он использовал другое имя — «Спайк Уилбури».
После смерти Роя Орбисона в конце 1988 года группа продолжила записывать песни, но состояла уже из четырёх музыкантов. Ходили слухи, что группа хотела принять в свои ряды Дела Шэннона, заменив им вакантное место; этот слух, однако, не подтвердился. Хотя Traveling Wilburys Vol. 3 был вторым альбомом группы, музыканты, по предложению Харрисона, в шутку назвали его Vol. 3. Этот альбом не был принят так же тепло, как первый, но достиг 14-й строки в британских чартах и 11-й — в американских. В США альбом стал «платиновым», а такие синглы, как «She’s My Baby», «Inside Out» и «Wilbury Twist» часто играли на радио.

### The Beatles Anthology(1994—1996)
В 1994—1996 годах Харрисон объединился с двумя другими экс-битлами и продюсером The Traveling Wilburys Джеффом Линном для работы над проектом The Beatles Anthology. Частью проекта была запись двух новых битловских песен, основанных на сольном материале Джона Леннона конца 1970-х годов, а также создание документального фильма об истории The Beatles. Появившийся в результате сингл «Free as a Bird» стал первым битловским синглом после вышедшего в 1970 году «The Long and Winding Road».

## HandMade Films (1978—1994)
Одним из наиболее успешных творческих проектов Харрисона в 1980-е годы было его участие в кинопродюсерстве посредством созданной им кинокомпании HandMade Films. Битлам очень нравился анархический юмор британской радиопередачи The Goon Show, а Харрисон стал также поклонником её стилистических преемников, британской комик-группы «Монти Пайтон». После того, как компания EMI Films отказалась продолжать финансировать пайтоновский фильм «Житие Брайана по Монти Пайтону», опасаясь того, что тема фильма была слишком полемичной, Харрисон основал HandMade Films и профинансировал создание фильма, заплатив из своего кармана 3 млн фунтов стерлингов. Другие известные фильмы HandMade Films: «Мона Лиза», «Бандиты времени», «Шанхайский сюрприз» и «Уитнэйл и я». Во многих из фильмов компании Харрисон сыграл камео: в «Шанхайском сюрпризе» его можно увидеть в роли певца ночного клуба, а в «Житии Брайана» — в роли Мистера Пападополуса. Харрисон также появился в одной из серий мультсериала «Симпсоны».
Харрисон лично познакомился со всеми участниками «Монти Пайтон», а с Эриком Айдлом завязал близкие дружеские отношения. Позже Харрисон появился в его телепередаче Rutland Weekend Television и в пародийном фильме о битловской истории «All You Need Is Cash». Айдл также принял участие в «Концерте для Джорджа», проведённого в память Харрисона ровно через год после его смерти. В своих мемуарах «The Greedy Bastard Diary» («Дневник алчного мерзавца») Эрик Айдл с любовью вспоминает Харрисона и подробно описывает свои дружеские отношения с ним.

## Интерес к индийской культуре и индуизму

### Интерес к индийской музыке
Во время гастролей The Beatles по США в 1965 году друг Джорджа Дэвид Кросби из группы The Byrds познакомил его с индийской классической музыкой и творчеством знаменитого ситариста Рави Шанкара. Харрисон пришёл в восхищение от ситара и погрузился в изучение индийской музыки. Позднее он сыграл ключевую роль в популяризации ситара и индийской музыки на Западе.
Во время гастролей The Beatles на Востоке Харрисон приобрёл ситар и позже сыграл на нём в композиции «Norwegian Wood (This Bird Has Flown)» в альбоме Rubber Soul, став первым западным музыкантом, сыгравшим на ситаре в поп-песне. Харрисон представил Рави Шанкара западной аудитории и посодействовал тому, чтобы Шанкара пригласили участвовать в Монтрейском поп-фестивале в июне 1967 года. Рави Шанкар, в свою очередь, начал обучать Харрисона игре на ситаре и индийской музыке.

### Принятие индуизма

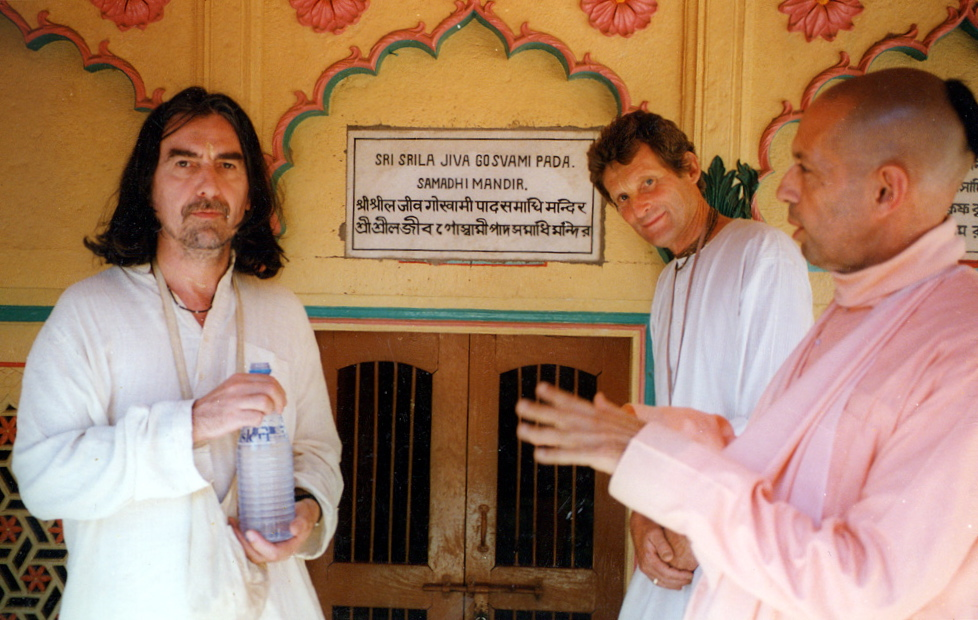
Джордж Харрисон с кришнаитами Шьямасундарой Дасой и Мукундой Госвами у гробницы кришнаитского богослова и святого Дживы Госвами. Вриндавана, Индия, 1996 год

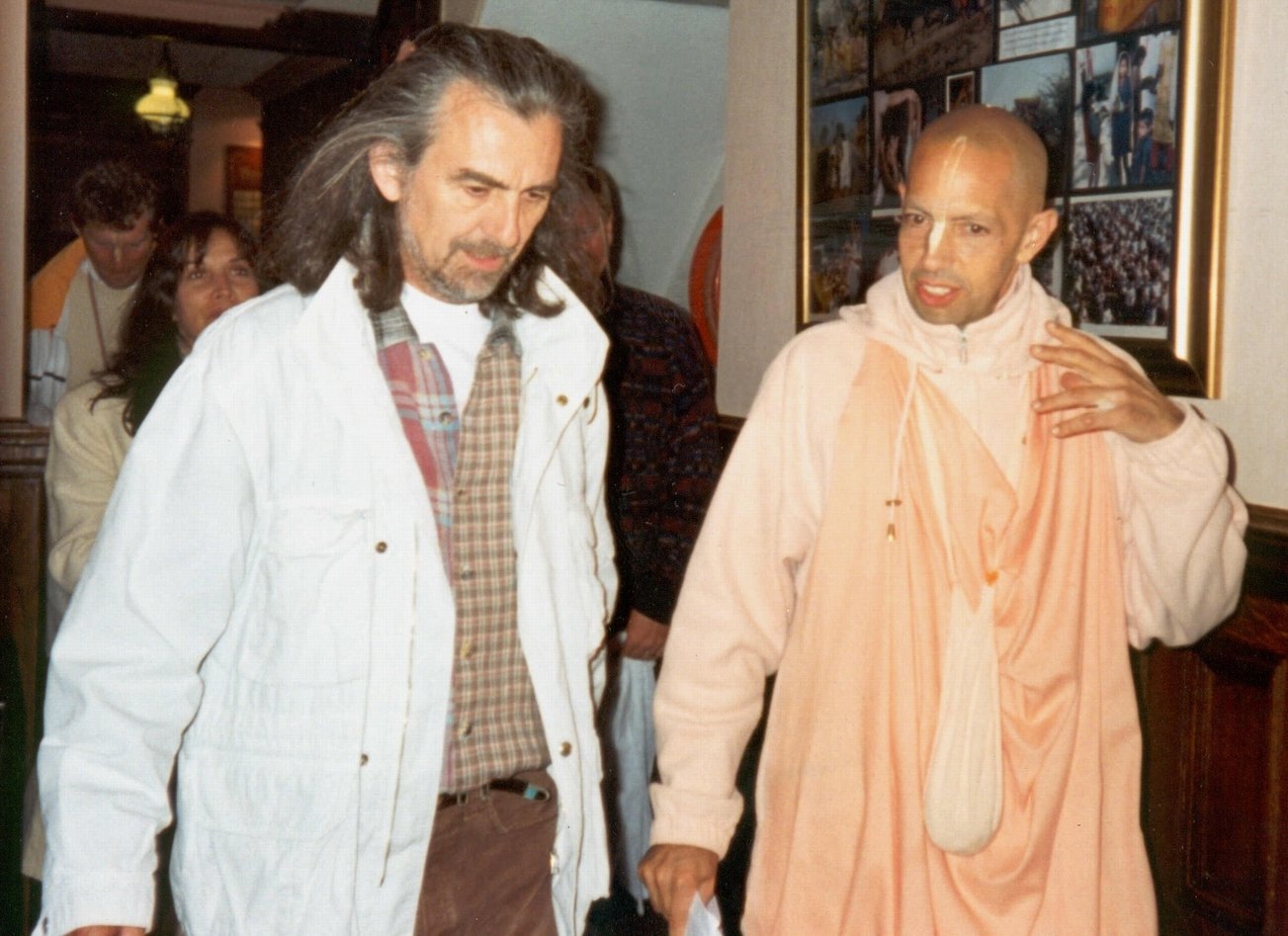
Джордж Харрисон и Мукунда Госвами в Бхактиведанта-мэноре (июнь 1996 года)

Во время съёмок фильма «На помощь!» на Багамских Островах один индуист подарил каждому из битлов по экземпляру книги об индуизме и реинкарнации. Интерес Харрисона к индийской культуре расширился, и он принял индуизм. В промежутке между последними гастролями битлов в 1966 году и началом записи альбома Sgt. Pepper's Lonely Hearts Club Band Харрисон вместе со своей женой совершил паломничество в Индию. Там он занялся изучением игры на ситаре, встретился с известными гуру и посетил святые места индуизма. В 1968 году Харрисон вместе с другими битлами провёл несколько месяцев в Ришикеше, занимаясь изучением Трансцендентальной медитации с Махариши Махеш Йоги. В том же году Харрисон стал вегетарианцем и оставался им до конца своей жизни.

### Джордж Харрисон и Международное общество сознания Кришны

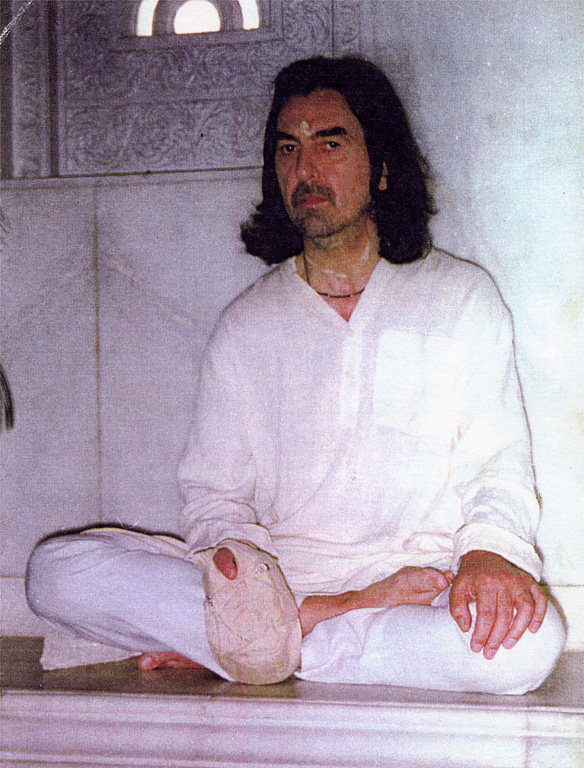
Джордж Харрисон воспевает мантру «Харе Кришну» во Вриндаване, Индия

В декабре 1966 года Харрисон купил несколько экземпляров мини-альбома под названием Krishna Consciousness («Сознание Кришны»), на котором кришнаитский гуру Бхактиведанта Свами Прабхупада пел мантру «Харе Кришна» и объяснял её значение. Харрисон и Леннон начали экспериментировать с практикой «мантра-медитации», воспевая мантру «Харе Кришна», иногда по несколько часов подряд.
В декабре 1968 года Харрисон впервые встретился с учениками Бхактиведанты Свами Прабхупады — группой американских кришнаитов, прибывших в Лондон с целью открыть там первый вайшнавский храм в Великобритании. Летом 1969 года Харрисон выступил продюсером сингла «Hare Krishna Mantra», записанного группой Radha Krishna Temple, состоявшей из самого Харрисона и кришнаитов лондонского храма Радхи-Кришны. В записи песни также приняли участие Пол и Линда Маккартни. В марте 1970 года вышел второй спродюсированный Харрисоном сингл Radha Krishna Temple — «Govinda». Сингл «Hare Krishna Mantra» поднялся до 12-го места в британском хит-параде, а «Govinda» — до 23-го. В результате кришнаиты четыре раза исполнили мантру «Харе Кришна» на популярном музыкальном телешоу BBC Top of the Pops, на которое допускались только те исполнители, чьи композиции попали в двадцатку лучших в британском хит-параде. Обе песни в 1971 году вошли в первый в истории музыки поп-альбом санскритских мантр под названием The Radha Krsna Temple, который также был спродюсирован Харрисоном.
В декабре 1969 года Харрисон и Леннон встретились с основателем Международного общества сознания Кришны (ИСККОН) Бхактиведантой Свами Прабхупадой, который на несколько недель остановился в Титтенхёрсте — поместье Леннона в пригороде Лондона. Вскоре после этого Харрисон принял гаудия-вайшнавизм, особенно активно занимаясь духовной практикой джапы (повторением мантры «Харе Кришна» на чётках). В 1973 году Харрисон подарил ИСККОН своё поместье в окрестностях Лондона, которое кришнаиты превратили в храм и назвали «Бхактиведанта-мэнор». Харрисон был кришнаитом и сохранил тесную связь с ИСККОН до самой своей смерти.

## Личная жизнь
21 января 1966 года Харрисон женился на фотомодели Патти Бойд. Из других битлов на свадьбе присутствовал только Пол Маккартни. Харрисон познакомился с Бойд во время съёмок первого битловского фильма «Вечер трудного дня», в котором она играла роль школьницы-битломанки. В 1970 году близкий друг Харрисона Эрик Клэптон безумно влюбился в Бойд, которая поначалу отвергла его притязания. Спустя несколько лет, в 1974 году, Бойд оставила Харрисона и начала роман с Клэптоном, который позднее женился на ней. Несмотря на это, Харрисон и Клэптон остались близкими друзьями.
2 сентября 1978 года Харрисон женился во второй раз, на мексиканке Оливии Тринидад Ариас, которая в то время работала секретаршей в основанной Харрисоном компании звукозаписи Dark Horse Records. Они познакомились в офисе компании в 1974 году. В 1978 году у них родился первый и единственный ребёнок — сын Дхани Харрисон.
Одним из главных увлечений Харрисона было садоводство: в 1970 году он купил и отреставрировал английский викторианский манор «Фрайар-парк», принадлежавший ранее сэру Фрэнку Криспу. Позже поместье вдохновило Харрисона на написание песни «Ballad of Sir Frankie Crisp (Let It Roll)». Несколько музыкальных видеоклипов Харрисона также были сняты на территории манора, включая «Crackerbox Palace»; вдобавок к этому земли поместья послужили фоном для обложки альбома All Things Must Pass. Харрисон наслаждался умиротворением, которое приносила ему работа в саду, и автобиографию «Я, мне, моё» посвятил садоводам.
Харрисон также интересовался спортивными машинами и автогонками; он был одним из 100 человек, купивших быстрейший серийный автомобиль в мире McLaren F1. Харрисон с детства коллекционировал фотографии автогонщиков и машин, а первую автогонку посетил в возрасте 12 лет — это был Гран-при Великобритании 1955 года, на котором свою первую победу одержал британский автогонщик Стирлинг Мосс. Харрисон написал песню «Faster» в честь автогонщиков «Формулы-1» Джеки Стюарта и Ронни Петерсона. Всю прибыль Харрисон отдал благотворительному фонду по борьбе с раком (фонд Гуннара Нильссона, шведского автогонщика, умершего от названной болезни в 1978 году, был основан его матерью после смерти сына).
Первая «значимая» машина Харрисона в 2007 году была продана с лондонского аукциона Battersea Park за 464 736 долларов США. Это был Aston Martin DB5, который Харрисон приобрёл в 1965 году.

## Болезнь и смерть
С середины девяностых годов Джордж Харрисон боролся с тяжёлой болезнью. В 1997 году ему удалили раковую опухоль гортани и часть лёгкого, а в мае 2001 года у него обнаружили злокачественную опухоль мозга, оказавшуюся неоперабельной. Джордж прошёл курс химиолучевой терапии в Швейцарии, а затем продолжил лечение в США. В Швейцарии его навестил Ринго Старр, это была их последняя встреча. По воспоминаниям Ринго, Джордж уже не мог вставать, однако, узнав о том, что Ринго должен ехать в Бостон к дочери, у которой обнаружили рак гортани, сказал: «Если хочешь, я поеду с тобой».
Проведённый в Нью-Йорке курс лечения не помог. У Джорджа было всего несколько дней для того, чтобы попрощаться со всеми близкими ему людьми. Он позвонил своей старшей сестре Луизе, с которой не общался последние 10 лет, и она немедленно прилетела к нему в Нью-Йорк. Согласно воспоминаниям её друга, они обнялись и простили друг другу все старые обиды. 12 ноября, за 17 дней до смерти, Джорджа в нью-йоркской больнице посетил Пол Маккартни. Несмотря на тяжёлое состояние Джорджа, друзья провели вместе несколько часов, шутя и смеясь.
Затем Джордж Харрисон улетел в Лос-Анджелес, решив провести свои последние дни в доме Пола Маккартни в Беверли-Хиллз. Последние часы своей жизни он провёл в окружении членов семьи и друзей-кришнаитов (Мукунды Госвами и Шьямасундары), которые пели мантру «Харе Кришна». Джордж Харрисон скончался 29 ноября 2001 года в 13:30 на 59-м году жизни (это 21:30 в Англии и 0:30 в Москве). Через 9 часов, в 22:30 (6:30 утра в Лондоне и 9:30 в Москве) состоялся краткий индуистский обряд, члены семьи Харрисона, взявшись за руки, прочитали над телом Джорджа молитву, после чего оно было доставлено в крематорий. Вскоре Оливия и Дхани получили урну с пеплом. Для индуистов важно, чтобы кремация состоялась как можно раньше, а прах был развеян над Гангом. В полночь (0:00 в Лос-Анджелесе, 8:00 в Лондоне и 11:00 в Москве) известие о смерти было официально опубликовано. Семья Джорджа сделала официальное заявление:
Он покинул этот мир так же, как и жил: помня о Боге, не боясь смерти и в мире с самим собой, окружённый родственниками и друзьями. Подождать может всё, кроме поиска Бога и любви друг к другу
В США поклонники The Beatles собрались на Земляничных полях в Центральном парке Нью-Йорка. В Англии местом сбора стали поместье Харрисона «Фрайар-парк» и студия «Эбби Роуд» в Лондоне. Сотрудники студии выставили динамики за дверь, и весь день 30 ноября на улице играл альбом All Things Must Pass. Многие музыканты, деятели культуры и политики высказали свои соболезнования. Боб Дилан сказал о Харрисоне следующее:
Он был гигантской, великой, великой душой, преисполненной человечности, остроумия и юмора, духовности, здравого смысла и сострадания к людям. Он пробуждал во всех любовь и обладал силой сотни людей. Он был подобен солнцу, цветам и луне, и нам его будет страшно недоставать. Без него мир стал гораздо более пустым.
30 ноября в Ливерпуле был приспущен британский национальный флаг, а возле Букингемского дворца в Лондоне гвардейский оркестр, впервые в истории, играл музыку The Beatles.
В соответствии с предсмертной просьбой Харрисона, утром 4 декабря его прах был развеян над Гангом. Церемония, на которой присутствовали Оливия, Дхани и двое индийских кришнаитов, состоялась на рассвете. Место, где Джордж закончил свой путь, находится неподалёку от города Аллахабад в месте впадения в Ганг реки Ямуна.
Харрисон оставил после себя наследство в размере 105 млн фунтов стерлингов. Согласно завещанию, бо́льшая часть состояния перешла его семье — жене Оливии и сыну Дхани.. Согласно одним источникам, Харрисон после своей смерти оставил Международному обществу сознания Кришны 20 млн фунтов, тогда как согласно другим — не оставил ничего. Кроме того, благотворительным фондам Великобритании и других стран мира были перечислены значительные суммы.
В ознаменование первой годовщины смерти Харрисона в 2002 году в Королевском Альберт-холле состоялся памятный «Концерт для Джорджа», организованный Эриком Клэптоном. В нём приняли участие многие известные музыканты, а также члены британской комик-группы «Монти Пайтон» и американский актёр Том Хэнкс. Вся прибыль от концерта пошла в благотворительный фонд The Material World Charitable Foundation, основанный Харрисоном в 1973 году.

## Признание и награды
В 1965 году The Beatles были награждены Орденом Британской Империи, — это было первым значительным признанием заслуг Харрисона и других битлов. Официальная церемония состоялась 26 октября в Букингемском дворце в присутствии королевы Великобритании Елизаветы II. Харрисон стал самым молодым музыкантом в истории, получившим этот орден. Другой наградой Харрисона с The Beatles был «Оскар», который битлы получили в 1970 году за «лучшую звуковую дорожку» к фильму «Пусть будет так».
В декабре 1992 года Харрисон стал первым лауреатом премии Billboard Century Award, приуроченной к столетию первого выхода знаменитого музыкального издания. В 1990 году в честь Харрисона была названа малая планета 4149, открытая 9 марта 1984 года Б. А. Скиффом. В 2002 году Харрисон был посмертно награждён премией Британской академии кино и телевизионных искусств BAFTA за выдающийся вклад в развитие киноискусства. Посмертное признание получила работа Харрисона в основанной им кинокомпании HandMade Films. В 2003 году Харрисон занял 21-е место в списке 100 величайших гитаристов всех времён по версии журнала Rolling Stone. 15 марта 2004 года Харрисона приняли в Зал славы рок-н-ролла как сольного артиста. 1 августа 2006 года Харрисона включили в аллею славы Мэдисон-Сквер-Гарден за «Концерт для Бангладеш».
Как участник The Beatles и The Traveling Wilburys, а также за свою сольную карьеру, Джордж Харрисон в общей сложности получил 13 премий «Грэмми»; последнюю из них уже посмертно, в 2003 году, за музыкальную композицию «Marwa Blues» из альбома Brainwashed.
Харрисон был принят в «Зал славы Международной ассоциации композиторов». В 2010 году Харрисон занял 11 место в списке «50 величайших гитаристов всех времён» по версии «Gibson.com».
На обложке журнала Time Харрисон появлялся дважды: в 1967 году вместе с другими битлами, и в 2001 году, уже после смерти. В 2009 году Харрисон получил звезду на голливудской «Аллее славы». Церемония прошла перед зданием лейбла Capitol Records с участием музыкантов Тома Петти, Джеффа Линна и Пола Маккартни, актёра Тома Хэнкса, британского комика Эрика Айдла и других звёзд. На церемонии произнесли речи вдова Джорджа Харрисона Оливия, Том Хэнкс и Эрик Айдл. Дхани Харрисон речи произносить не стал, а просто сказал в микрофон «Харе Кришна». После окончания церемонии, лейбл Capitol Records/EMI объявил о предстоящем в июне 2009 года выходе сборника крупнейших хитов Харрисона Let It Roll: Songs by George Harrison.

## Джордж Харрисон: жизнь в материальном мире
В 2008 году известный американский кинорежиссёр Мартин Скорсезе начал съёмки документального фильма о жизни Харрисона под названием «Джордж Харрисон: жизнь в материальном мире». Основной темой фильма является духовный поиск Джорджа Харрисона. Скорсезе работал над фильмом в тесном сотрудничестве со вдовой Харрисона, Оливией. Режиссёр много раз встречался с Харрисоном при жизни и всегда чувствовал интерес к духовному поиску битла. Скорсезе сказал в одном из интервью: «Я вырос в католической семье и в юности хотел стать священником. Эта тема никак не оставляет меня. Чем больше мы погружены в материальный мир, тем сильнее в нас стремление найти умиротворение и нужда в том, чтобы не отвлекаться на окружающие нас физические элементы». По словам Скорсезе, Харрисон «всегда пытался найти баланс между материальным и духовным» и его жизнь «была замечательным музыкальным и духовным путешествием». Съёмки фильма завершились в мае 2010 года. Премьера состоялась 2 сентября 2011 года в США на фестивале в Теллуриде, штат Колорадо. 10 октября фильм вышел на DVD и Blu-ray. На экраны в России фильм вышел 23 августа 2012 года.

## Дискография
| Год  | Альбом                            | Фирма                                 | Примечания       | Наивысшая позиция в чартах | Наивысшая позиция в чартах | Наивысшая позиция в чартах | Наивысшая позиция в чартах | Наивысшая позиция в чартах | Наивысшая позиция в чартах | Сертификация         | Сертификация   |
| Год  | Альбом                            | Фирма                                 | Примечания       | США                        | Великобритания             | Норвегия                   | Япония                     | Австрия                    | Швеция                     | США                  | Великобритания |
| ---- | --------------------------------- | ------------------------------------- | ---------------- | -------------------------- | -------------------------- | -------------------------- | -------------------------- | -------------------------- | -------------------------- | -------------------- | -------------- |
| 1968 | Wonderwall Music                  | Apple/EMI                             | Звуковая дорожка | 49                         | -                          | -                          | -                          | -                          | -                          |                      |                |
| 1969 | Electronic Sound                  | Zapple/EMI                            |                  | 191                        | -                          | -                          | -                          | -                          | -                          |                      |                |
| 1970 | All Things Must Pass              | Apple/EMI                             | Тройной          | 1                          | 1                          | 1                          | 4                          | -                          | -                          | 6-кратный платиновый |                |
| 1971 | The Concert for Bangla Desh       | Apple/EMI (U.S.) Epic/Sony Music (UK) | Концертный       | 2                          | 1                          | 1                          | 2                          | -                          | -                          | Золотой              |                |
| 1973 | Living in the Material World      | Apple/EMI                             |                  | 1                          | 2                          | 4                          | 9                          | -                          | -                          | Золотой              |                |
| 1974 | Dark Horse                        | Apple/EMI                             |                  | 4                          | -                          | 7                          | 18                         | 10                         | -                          | Золотой              | Серебряный     |
| 1975 | Extra Texture (Read All About It) | Apple/EMI                             |                  | 8                          | 16                         | 8                          | 9                          | -                          | -                          | Золотой              |                |
| 1976 | Thirty Three & 1/3                | Dark Horse                            |                  | 11                         | 35                         | 17                         | 23                         | -                          | -                          | Золотой              | Серебряный     |
| 1976 | The Best of George Harrison       | Parlophone/EMI                        | Сборник          | 31                         | 100                        | -                          | 51                         | -                          | -                          | Золотой              |                |
| 1979 | George Harrison                   | Dark Horse                            |                  | 14                         | 39                         | 21                         | 38                         | -                          | -                          | Золотой              |                |
| 1981 | Somewhere in England              | Dark Horse                            |                  | 11                         | 13                         | 2                          | 31                         | 15                         | 13                         |                      |                |
| 1982 | Gone Troppo                       | Dark Horse                            |                  | 108                        | -                          | 31                         | -                          | -                          | -                          |                      |                |
| 1987 | Cloud Nine                        | Dark Horse                            |                  | 8                          | 10                         | 8                          | 28                         | 26                         | 5                          | Платиновый           | Золотой        |
| 1992 | Live in Japan                     | Dark Horse/Warner Bros                | Концертный       | 126                        | -                          | -                          | 15                         | -                          | -                          |                      |                |
| 2002 | Brainwashed                       | Dark Horse                            | Посмертный       | 18                         | 29                         | 9                          | 21                         | 62                         | 18                         | Золотой              | Золотой        |

### Синглы
- 1970 «My Sweet Lord»
- 1971 «What Is Life»
- 1971 «Bangla Desh»
- 1973 «Give Me Love (Give Me Peace on Earth)»
- 1974 «Ding Dong, Ding Dong»
- 1975 «Dark Horse»
- 1975 «You»
- 1975 «This Guitar (Can't Keep from Crying)»
- 1976 «This Song»
- 1977 «Crackerbox Palace»
- 1977 «True Love»
- 1977 «It's What You Value»
- 1979 «Blow Away»
- 1979 «Love Comes to Everyone»
- 1979 «Faster»
- 1981 «All Those Years Ago»
- 1981 «Teardrops»
- 1982 «Wake Up My Love»
- 1982 «I Really Love You»
- 1985 «I Don't Want To Do It»
- 1987 «Got My Mind Set on You»
- 1988 «When We Was Fab»
- 1988 «This Is Love»
- 1989 «Cheer Down»
- 2002 «My Sweet Lord (2000)» (переиздание)
- 2003 «Any Road»
- 2003 «Stuck Inside a Cloud»

### Синглы с The Traveling Wilburys
- 1988 «Handle with Care»
- 1989 «End of the Line»
- 1990 «Nobody’s Child»
- 1990 «She’s My Baby»
- 1990 «Wilbury Twist»

## Фильмография

### Актёрские работы
| Год  | Название фильма                                | Оригинальное название                 | Роль                                       |
| ---- | ---------------------------------------------- | ------------------------------------- | ------------------------------------------ |
| 1964 | Вечер трудного дня                             | A Hard Day’s Night                    | Джордж                                     |
| 1965 | На помощь!                                     | Help!                                 | Джордж Харрисон                            |
| 1967 | Волшебное таинственное путешествие             | Magical Mystery Tour                  | Джордж/Волшебник смотрящий в телескоп      |
| 1968 | Жёлтая подводная лодка                         | Yellow Submarine                      | Джордж                                     |
| 1970 | Пусть будет так                                | Let It Be                             | Джордж Харрисон                            |
| 1978 | Всё, что нам нужно — это бабло                 | All You Need Is Cash                  | корреспондент                              |
| 1978 | Оркестр клуба одиноких сердец сержанта Пеппера | Sgt. Pepper’s Lonely Hearts Club Band | наш гость в Хертленде (в титрах не указан) |
| 1979 | Житие Брайана по Монти Пайтону                 | Monty Python’s Life of Brian          | мистер Пападопулос (в титрах не указан)    |
| 1985 | Вода                                           | Water                                 | певец группы Ребел                         |
| 1986 | Шанхайский сюрприз                             | Shanghai Surprise                     | певец в ночном клубе «Зигзаг»              |
| 1989 | Уйти в отставку                                | Checking Out                          | Уборщик                                    |